# Samper del Salz
Pour les articles homonymes, voir Samper.
Samper del Salz est une commune d’Espagne, dans la province de Saragosse, communauté autonome d'Aragon comarque de Campo de Belchite.